# هریپسیمه آوتیسیان (نویسنده)
هریپسیمه آوتیسیان (ارمنی: Հռիփսիմե Ավետիսյան؛  زادهٔ ۱۹۶۰) نویسنده، شاعر اهل ارمنستان است.

## زندگی‌نامه
وی در ۱۹۶۰ در تاندزوت به دنیا آمد و از دانشگاه دولتی ایروان فارغ‌التحصیل گشت. همچنین برندهٔ جوایزی همچون مدال قدردانی و مدال یادبود گریگور نارکاتسی شده است.